# 羽鳥徹哉
羽鳥 徹哉（はとり てつや、1936年1月18日 - 2011年12月12日）は、日本の日本近代文学研究者。成蹊大学名誉教授。
新潟県刈羽郡小国町生まれ。本名・一英（かずえい）。1959年新潟大学教育学部中学校国語科卒業、西蒲原郡中之口村、内野で教員生活ののち、1968年東京大学大学院人文社会系研究科国文学専攻博士課程単位取得満期退学。愛知教育大学助教授、鶴見大学教授、1982年より成蹊大学教授を務めた。2004年定年退職、名誉教授。74年から徹哉の名を使うが、76年まで一英と併存していた。
川端康成を専門としており、『知ってるつもり?!』の川端康成の回（1993年12月12日）にゲストとして出演したことがある。また、笑い学についての研究も行っており、その縁で『トリビアの泉』に出演したこともあった。
2011年12月12日、肺炎のため死去。75歳没。

## 著書
- もっとゆっくり大きく飛べよ 教育出版センター 1973（虫ブックス）
- 作家川端の基底 教育出版センター 1979
- 作家川端の展開 教育出版センター 1993
- 作家の魂 日本の近代文学 勉誠出版 2006

## 編著
- 川端康成 日本の美学 有精堂出版 1990（日本文学研究資料新集）
- 川端康成全作品研究事典 原善共編 勉誠出版 1998
- 横光利一事典 井上謙、神谷忠孝共編 おうふう 2002
- 現代のバイブル 芥川龍之介「河童」注解 勉誠出版 2007